# Nemba-veld
Het Nemba-veld is een olieveld dat zo'n 80 kilometer uit de kust ligt van Cabinda, Angola. Het Albian Pinda reservoir werd ontdekt in oktober 1990. In 1993 werd begonnen met de ontwikkeling van het veld. Productie startte in juni 1998 vanuit South Nemba en in 2001 vanuit North Nemba. Het veld produceert olie en gas, zowel geassocieerd gas als niet-geassocieerd gas. Cabinda Gulf Oil Company (CABGOC), een dochteronderneming van Chevron, is de operator.
De olie wordt geëxporteerd via een pijpleiding naar de Malongo Terminal.